# Августа Вилхелмина фон Хесен-Дармщат
Августа Вилхелмина Мария фон Хесен-Дармщат (на немски: Auguste Wilhelmine Marie von Hessen-Darmstadt; * 14 април 1765, Дармщат; † 30 март 1796, Рорбах) е принцеса от дома Хесен, по съпруг – херцогиня на Пфалц-Цвайбрюкен (1795 – 1796), майка на крал Лудвиг I от Бавария.

## Биография
Тя е дъщеря на принц Георг Вилхелм фон Хесен-Дармщат (1722 – 1782) и Луиза (1729 – 1818), дъщеря на граф Кристиан Карл Райнхард фон Лайнинген-Дагсбург-Фалкенбург.
Августа Вилхелмина се омъжва на 30 септември 1785 г. в Дармщат за Максимилиан I Йозеф (1756 – 1825) от династията Вителсбах, пфалцграф на Цвайбрюкен. Тя е първата му съпруга. Живеят предимно в Страсбург и заради Френската революция бягат в Дармщат, а по-късно – в Манхайм. В Манхайм фамилията живее много скромно. Курфюрстът на Бавария им отказва подслон в Бавария.
След смъртта на брат му през 1795 г., Максимилиан номинално става херцог на Пфалц-Цвайбрюкен, но страната е окупирана от французите. След избухването на размириците и в Манхайм, Августа бяга с фамилията си в Ансбах. Херцогинята умира от белодробна туберкулоза на 30 март 1796 г. в двореца Рорбах при Хайделберг.
Втората съпруга на Максимилиан I Йозеф от 9 март 1797 г. е баденската принцеса Каролина (1776 – 1846). През 1806 г. той става първият крал на Бавария.

## Деца
Августа Вилхелмнина и Максимилиан I Йозеф имат пет деца:
- Лудвиг I Карл Август (1786 – 1868), крал на Бавария, ∞ 1810 за принцеса Тереза от Саксония-Хилдбургхаузен (1792 – 1854)
- Августа (1788 – 1851), ∞ 1806 за Йожен дьо Боарне (1781 – 1824), вицекрал на Италия, херцог на Лойхтенберг и княз на Айхщет
- Амалия Мария Августа (1790 – 1794)
- Шарлота (1792 – 1873), императрица на Австрия; ∞ 1. 1808 – 1814 г. за кронпринц Вилхелм I фон Вюртемберг (1781 – 1864); ∞ 2. 1816 за император Франц II от Австрия и крал на Унгария
- Карл (1795 – 1875), принц на Бавария; ∞ 1. 1823 Мария Анна София дьо Пéтин (1796 – 1838), 1823 „фрайфрау фон Байрсторф“; ∞ 2. 1859 Хенриета Шьолер (1815 – 1866), 1859 „фрайфрау фон Франкенбург“